# Suficiencia descriptiva
La suficiencia descriptiva, también denominada ejecutividad objetiva es un requisito para la concesión de una patente por el cual la solicitud de patente debe describir completamente la invención, de forma que un hombre del oficio pueda ejecutarla a partir de la solicitud.
Es un requisito mixto entre formal y objetivo, pues se refiere al contenido de la solicitud pero en caso de ausencia se produce la nulidad de la patente al igual que en caso de falta de novedad, actividad inventiva o aplicabilidad industrial.
Relacionada con la suficiencia descriptiva está el know-how. La suficiencia descriptiva también indica como se debe utilizar el procedimiento o producto patentado, pero a diferencia del know-how no tiene porqué indicar la mejor forma de hacerlo, y el know-how puede ser mantenido secreto y protegido como tal mientras que la suficiencia descriptiva es pública.
- Datos: Q6135280